# HD 110073
HD 110073，又名CD-39 7748，SAO 203681、HR 4817，是一颗恒星，视星等为4.64，位于銀經300.53，銀緯22.83，其B1900.0坐标为赤經12h 34m 27.6s，赤緯-39° 22.83′ 13″。